# 第19回全日本女子サッカー選手権大会
第19回全日本女子サッカー選手権大会（だい19かいぜんにほんじょしさっかーせんしゅけんたいかい）は、1998年1月4日から1月18日にかけて行われた全日本女子サッカー選手権大会。日本女子サッカーリーグ（L・リーグ）参加10チームを含む20チームが参加した。
準決勝には前大会と同じ4チームが進出したが、読売西友ベレーザが鈴与清水FCラブリーレディースを3-0の大差で破ったのに対し、プリマハムFCくノ一は日興證券ドリームレディースをPK戦で破り3大会ぶりに決勝進出。中2日あけて行われた決勝戦では読売西友ベレーザが1-0と辛勝し第15回大会以来の優勝を果たした。

## 成績
- 優勝：読売西友ベレーザ
- 準優勝：プリマハムFCくノ一
- 第3位：鈴与清水FCラブリーレディース、日興證券ドリームレディース

## 出場チーム

### 日本女子サッカーリーグ
（第9回L・リーグ総合成績順）
- 日興證券ドリームレディース
- 読売西友ベレーザ
- プリマハムFCくノ一
- 鈴与清水FCラブリーレディース
- 松下電器パナソニック バンビーナ
- 宝塚バニーズレディースサッカークラブ
- 田崎ペルーレFC
- シロキFCセレーナ
- フジタサッカークラブ・マーキュリー
- OKI FC Winds

### 北海道地域
- 札幌リンダ

### 東北地域
- YKK東北女子サッカー部フラッパーズ

### 関東地域
- 日本体育大学女子サッカー部
- ASエルフェン狭山FC

### 北信越地域
- 苗代レディース

### 東海地域
- 清水第八スポーツクラブ

### 関西地域
- 松下電器パナソニック ラガッツァ

### 中国地域
- スクランブルFCキートス

### 四国地域
- 高知JFC ROSA

### 九州地域
- マザーズ熊本レインボーレディース（←飽田FCレディース）

## 開催方式

### 試合規定
- 試合時間
  - 1、2回戦:80分（40分ハーフ）
  - 準々決勝以降:90分（45分ハーフ）
- 規定時間内に決しない場合は20分（10分ハーフ）の延長戦（Vゴール方式）→決しない場合はPK戦

### 試合会場
1回戦
- 群馬県立敷島公園サッカー・ラグビー場
- 静岡県営草薙球技場
- 松原市民運動広場
- 防府市陸上競技場

2回戦
- 群馬県立敷島公園サッカー・ラグビー場
- 静岡県営草薙球技場
- 松原市民運動広場
- 防府市陸上競技場
- 長居第二陸上競技場
- 綾瀬市民スポーツセンター

準々決勝
- 厚木市荻野運動公園競技場
- 山梨県小瀬スポーツ公園陸上競技場
- 広島県総合グランドメインスタジアム
- 熊本市水前寺競技場

準決勝
- 京都市西京極総合運動公園陸上競技場兼球技場
- 愛媛県総合運動公園陸上競技場

決勝
- 国立霞ヶ丘競技場陸上競技場

## 結果

### 1回戦
| 1998年1月4日 13:00 |

| 高知JFC ROSA | 0 - 7 | シロキFCセレーナ |
|              |       |                  |

| 群馬県立敷島公園ラグビー・サッカー場 |

| 1998年1月4日 11:00 |

| マザーズ熊本レインボーレディース | 1 - 0 | YKK東北女子サッカー部フラッパーズ |
|                                  |       |                                   |

| 静岡県営草薙球技場 |

| 1998年1月4日 11:00 |

| 松下電器パナソニック ラガッツァ | 4 - 1 | 札幌リンダ |
|                                 |       |            |

| 松原市民運動広場 |

| 1998年1月4日 11:00 |

| 宝塚バニーズレディース サッカークラブ | 4 - 1 | 日本体育大学女子サッカー部 |
|                                       |       |                            |

| 防府市陸上競技場 |

### 2回戦
| 1998年1月6日 13:00 |

| 読売西友ベレーザ | 4 - 1 | シロキFCセレーナ |
|                  |       |                  |

| 群馬県立敷島公園ラグビー・サッカー場 |

| 1998年1月4日 11:00 |

| 苗代レディース | 0 - 4 | OKI FC Winds |
|                |       |              |

| 群馬県立敷島公園ラグビー・サッカー場 |

| 1998年1月4日 11:00 |

| 田崎ペルーレFC | 9 - 0 | ASエルフェン狭山FC |
|                |       |                    |

| 静岡県営草薙球技場 |

| 1998年1月6日 13:00 |

| マザーズ熊本レインボーレディース | 0 - 5 | 鈴与清水FCラブリーレディース |
|                                  |       |                              |

| 静岡県営草薙球技場 |

| 1998年1月6日 13:00 |

| 日興證券ドリームレディース | 10 - 0 | 松下電器パナソニック ラガッツァ |
|                            |        |                                 |

| 大阪市長居第二陸上競技場 |

| 1998年1月4日 11:00 |

| 清水第八スポーツクラブ | 0 - 6 | フジタサッカークラブ・マーキュリー |
|                        |       |                                    |

| 松原市民運動広場 |

| 1998年1月4日 11:00 |

| 松下電器パナソニック バンビーナ | 13 - 0 | スクランブルFCキートス |
|                                 |        |                        |

| 防府市陸上競技場 |

| 1998年1月6日 13:00 |

| 宝塚バニーズレディース サッカークラブ | 1 - 2 | プリマハムFCくノ一 |
|                                       |       |                    |

| 綾瀬市民スポーツセンター |

### 準々決勝
| 1998年1月11日 13:00 |

| 読売西友ベレーザ | 2 - 0 | OKI FC Winds |
|                  |       |              |

| 厚木市荻野運動公園陸上競技場 |

| 1998年1月11日 13:00 |

| 田崎ペルーレFC | 0 - 3 | 鈴与清水FCラブリーレディース |
|                |       |                              |

| 山梨県小瀬スポーツ公園陸上競技場 |

| 1998年1月11日 13:00 |

| 日興證券ドリームレディース | 2 - 0 | フジタサッカークラブ・マーキュリー |
|                            |       |                                    |

| 広島県総合グランドメインスタジアム |

| 1998年1月11日 13:00 |

| 松下電器パナソニック バンビーナ | 1 - 5 | プリマハムFCくノ一 |
|                                 |       |                    |

| 熊本市水前寺競技場 |

### 準決勝
| 1998年1月15日 13:00 |

| 読売西友ベレーザ | 3 - 0 | 鈴与清水FCラブリーレディース |
|                  |       |                              |

| 西京極球技場 |

| 1998年1月15日 13:00 |

| 日興證券ドリームレディース | 2 - 2 (延長) | プリマハムFCくノ一 |
|                            |              |                    |
|                            | PK戦         |                    |
|                            | 2 - 4        |                    |

| 愛媛県総合運動公園陸上競技場 |

### 決勝
| 1998年1月18日 13:00 |

| 読売西友ベレーザ | 1 - 0 | プリマハムFCくノ一 |
|                  |       |                    |

| 国立霞ヶ丘陸上競技場 |